# 2 Unlimited
I 2 Unlimited sono un duo musicale eurodance olandese fondato nel 1991 dai produttori belgi Jean-Paul DeCoster e Phil Wilde, e composto dal rapper olandese Ray Slijngaard e dalla vocalist Anita Doth, pure olandese. Nei primi cinque anni di attività, segnati da un enorme successo a livello mondiale, con 16 hit in classifica in tutti i paesi europei, incluse Get Ready for This, Twilight Zone, No Limit e Tribal Dance e hanno venduto oltre 20 milioni di dischi in tutto il mondo.

## Formazione
Jean-Paul DeCoster e Phil Wilde s'incontrarono nella loro città natale di Anversa, in Belgio, e della loro collaborazione sotto il nome di Bizz Nizz, il singolo "Don't Miss The Party Line", fu un successo notevole in tutta Europa, compreso il Regno Unito, dove raggiunse la numero 7 della classifica nazionale dei singoli nell'aprile del 1990. Il suo successo è stata una grande sorpresa per il duo e li ha incoraggiati a continuare a lavorare insieme.
All'inizio del 1991, un diciannovenne Ray Slijngaard stava lavorando come chef all'aeroporto Schiphol ad Amsterdam. Slijngaard era un amico del rapper dei Quadrophonia Marvin D, e mentre partecipava ad uno dei loro concerti prese un microfono e cominciò a rappare al fine di stimolare la folla poco entusiasta. Marvin rimase impressionato e lo presentò a DeCoster e Wilde, che lo convinsero a registrare un rap di "Money Money", un brano che stava per essere pianificato come un singolo futuro dei Buzz Nizz.
Nel frattempo, Anita Doth (Dels è il suo nome d'arte), anche lei diciannovenne, era un'amministratrice della divisione dei biglietti di parcheggio di una stazione di polizia di Amsterdam. Nel tempo libero si esibiva in un gruppo femminile chiamato Trouble Sisters e fu notata da Marvin, che le chiese di essere una cantante di supporto per lui. Slijngaard e Doth diventarono buoni amici, e alcune persone credono che abbiano avuto una relazione.
DeCoster e Wilde crearono una traccia strumentale chiamata Get Ready for This e decisero che aveva bisogno di alcune voci. Chiesero a Slijngaard il suo contributo e lui debitamente registrò un rap. La band era inizialmente destinata ad essere un gruppo solista con Slijngaard a fare il cantante del gruppo, ma poi aggiunse la voce femminile di Doth. Furono così contenti del risultato che decisero di lavorare con loro come duo, e quindi nacquero i 2 Unlimited.

## Storia

### Il successo
A formare il gruppo sono il rapper Ray Slijngaard e la cantante Anita Doth, che insieme hanno riscosso un notevole successo per tutta la prima metà degli anni novanta, partecipando anche al Festivalbar 1993 e al Festivalbar 1994 in Italia, con le loro canzoni inserite nelle compilation del programma. Tra i loro brani più famosi si possono elencare Get Ready for This, Twilight Zone e No Limit
Hanno inoltre prodotto quattro album: Get Ready! (1992), No Limits (1993), che ha raggiunto la vetta della classifica degli album dei Paesi Bassi e dominato le classifiche di altri numerosi paesi europei, Real Things (1994), che ha bissato il successo del precedente lavoro, e Hits Unlimited (1995), raccolta entrata in numerose classifiche pur non facendo segnalare i numeri dei precedenti album.

### La seconda formazione e lo scioglimento
Il gruppo si sciolse nel 1996 ma i produttori, che detengono i diritti sul nome, formarono un nuovo duo con lo stesso nome, formato stavolta da due ragazze: Romy van Ooijen e Marjon van Iwaarden. Con questa formazione il gruppo ha pubblicato alcuni singoli, come Edge of Heaven e Never Surrender, e un album, II, che tuttavia non hanno bissato il successo delle pubblicazioni incise dalla precedente formazione, portando i produttori ad abbandonare il gruppo alcuni anni più tardi.

### Il ritorno con i nomi Ray e Anita
Nel 2010, la formazione originale si riunisce con i nomi Ray e Anita. Il primo singolo inciso dal duo è In Da Name of Love, che ottiene un ottimo successo nel Paesi Bassi. Nel 2011 esce il secondo singolo Nothing 2 Lose seguito da svariate esibizioni dal vivo.
L'11 luglio 2012 è stato annunciato che Ray e Anita torneranno a lavorare di nuovo insieme a De Coster sotto il nome di 2 Unlimited. Sia Ray che Anita hanno confermato la notizia sulle loro pagine Facebook ed hanno postato un link al loro nuovo sito ufficiale.

## Discografia

### Album
| Titolo                                                                      | Dettagli dell'album                                                                                         | Posizioni massime in classifica | Posizioni massime in classifica | Posizioni massime in classifica | Posizioni massime in classifica | Posizioni massime in classifica | Posizioni massime in classifica | Posizioni massime in classifica | Posizioni massime in classifica | Posizioni massime in classifica | Posizioni massime in classifica | Certificazioni                                          |
| Titolo                                                                      | Dettagli dell'album                                                                                         | NDL                             | AUS                             | AUT                             | GER                             | NZ                              | NOR                             | SWE                             | SWI                             | UK                              | US                              | Certificazioni                                          |
| --------------------------------------------------------------------------- | --- | ------------------------------- | ------------------------------- | ------------------------------- | ------------------------------- | ------------------------------- | ------------------------------- | ------------------------------- | ------------------------------- | ------------------------------- | ------------------------------- | ------------------------------------------------------- |
| Get Ready!                                                                  | - Pubblicato: 24 febbraio 1992 - Etichette discografiche: Byte Records, ZYX - Formati: CD, Cassetta, Vinile | 12                              | 10                              | —                               | —                               | —                               | —                               | —                               | 27                              | 37                              | 197                             | - US: Oro                                               |
| No Limits                                                                   | - Pubblicato: 10 maggio 1993 - Etichette discografiche: Byte Records, ZYX - Formati: CD, Cassetta, Vinile   | 1                               | 3                               | 3                               | 4                               | —                               | 2                               | 3                               | 3                               | 1                               | —                               | - AUT: Oro - NOR: Platino - SWE: Platino - SWI: Platino |
| Real Things                                                                 | - Pubblicato: 6 giugno 1994 - Etichette discografiche: Byte Records, ZYX - Formati: CD, Cassetta, Vinile    | 1                               | 18                              | 4                               | 3                               | 19                              | 14                              | 2                               | 3                               | 1                               | —                               | - SWI: Oro                                              |
| II                                                                          | - Pubblicato: 25 maggio 1998 - Etichetta discografica: Byte Records - Formati: CD, Cassetta, Vinile         | 55                              | —                               | —                               | —                               | —                               | —                               | —                               | —                               | —                               | —                               |                                                         |
| "—" denota dischi che non entrarono in classifica o non vennero pubblicati. | |                                 |                                 |                                 |                                 |                                 |                                 |                                 |                                 |                                 |                                 |                                                         |

### Raccolte
| Titolo                                                                          | Dettagli dell'album                                                                                        | Posizioni massime in classifica | Posizioni massime in classifica | Posizioni massime in classifica | Posizioni massime in classifica | Posizioni massime in classifica | Posizioni massime in classifica | Posizioni massime in classifica | Posizioni massime in classifica | Posizioni massime in classifica | Posizioni massime in classifica | Certificazioni |
| Titolo                                                                          | Dettagli dell'album                                                                                        | NDL                             | AUS                             | AUT                             | GER                             | NZ                              | NOR                             | SWE                             | SWI                             | UK                              | US                              | Certificazioni |
| ------------------------------------------------------------------------------- | --- | ------------------------------- | ------------------------------- | ------------------------------- | ------------------------------- | ------------------------------- | ------------------------------- | ------------------------------- | ------------------------------- | ------------------------------- | ------------------------------- | -------------- |
| Hits Unlimited                                                                  | - Pubblicato: 30 ottobre 1995 - Etichette discografiche: Byte Records, ZYX - Formati: CD, Cassetta, Vinile | 4                               | —                               | —                               | —                               | 8                               | 22                              | —                               | —                               | 27                              | 107                             |                |
| The Complete History                                                            | - Pubblicato: 9 febbraio 2004 - Etichetta discografica: ZYX - Formati: CD, Cassetta                        | —                               | —                               | —                               | —                               | —                               | —                               | —                               | —                               | —                               | —                               |                |
| "—" denota dischi che non entrarono in classifica o che non vennero pubblicati. | |                                 |                                 |                                 |                                 |                                 |                                 |                                 |                                 |                                 |                                 |                |

### Singoli
| Titolo                                                                                         | Anno | Posizioni massime in classifica | Posizioni massime in classifica | Posizioni massime in classifica | Posizioni massime in classifica | Posizioni massime in classifica | Posizioni massime in classifica | Posizioni massime in classifica | Posizioni massime in classifica | Posizioni massime in classifica | Posizioni massime in classifica | Posizioni massime in classifica | Certificazioni                                      | Album                |
| Titolo                                                                                         | Anno | NDL                             | AUS                             | AUT                             | FRA                             | GER                             | NZ                              | NOR                             | SWE                             | SWI                             | UK                              | US                              | Certificazioni                                      | Album                |
| ---------------------------------------------------------------------------------------------- | ---- | ------------------------------- | ------------------------------- | ------------------------------- | ------------------------------- | ------------------------------- | ------------------------------- | ------------------------------- | ------------------------------- | ------------------------------- | ------------------------------- | ------------------------------- | --------------------------------------------------- | -------------------- |
| "Get Ready for This"                                                                           | 1991 | 10                              | 2                               | —                               | —                               | —                               | 50                              | —                               | 36                              | —                               | 2                               | 38                              |                                                     | Get Ready!           |
| "Twilight Zone"                                                                                | 1992 | 1                               | 11                              | 10                              | —                               | 20                              | —                               | —                               | 9                               | 15                              | 2                               | 49                              |                                                     | Get Ready!           |
| "Workaholic"                                                                                   | 1992 | 6                               | 35                              | —                               | —                               | —                               | —                               | 5                               | 24                              | 37                              | 4                               | —                               |                                                     | Get Ready!           |
| "The Magic Friend"                                                                             | 1992 | 5                               | 16                              | 26                              | —                               | 17                              | —                               | —                               | 27                              | —                               | 11                              | —                               |                                                     | Get Ready!           |
| "No Limit"                                                                                     | 1993 | 1                               | 7                               | 1                               | 1                               | 2                               | 40                              | 1                               | 1                               | 1                               | 1                               | —                               | - AUT: Oro - FRA: Oro - GER: Platino - SWI: Platino | No Limits            |
| "Tribal Dance"                                                                                 | 1993 | 2                               | 5                               | 3                               | 4                               | 2                               | 38                              | 4                               | 2                               | 2                               | 4                               | —                               | - GER: Oro                                          | No Limits            |
| "Faces"                                                                                        | 1993 | 2                               | 54                              | 10                              | 16                              | 8                               | —                               | —                               | 11                              | 19                              | 8                               | —                               |                                                     | No Limits            |
| "Maximum Overdrive"                                                                            | 1993 | 5                               | 32                              | 13                              | 35                              | 16                              | —                               | —                               | 18                              | 23                              | 15                              | —                               |                                                     | No Limits            |
| "Let the Beat Control Your Body"                                                               | 1994 | 2                               | 39                              | 11                              | 10                              | 8                               | 29                              | —                               | 11                              | 11                              | 6                               | —                               |                                                     | No Limits            |
| "The Real Thing"                                                                               | 1994 | 1                               | 39                              | 7                               | 10                              | 4                               | 22                              | 5                               | 2                               | 2                               | 6                               | —                               | - UK: Oro                                           | Real Things          |
| "No One"                                                                                       | 1994 | 2                               | 70                              | 14                              | 19                              | 18                              | —                               | —                               | 15                              | 15                              | 17                              | —                               |                                                     | Real Things          |
| "Here I Go"                                                                                    | 1995 | 5                               | 80                              | 17                              | 25                              | 22                              | —                               | —                               | 20                              | 38                              | 22                              | —                               |                                                     | Real Things          |
| "Nothing Like the Rain"                                                                        | 1995 | 6                               | —                               | —                               | —                               | —                               | —                               | 17                              | —                               | —                               | —                               | —                               |                                                     | Real Things          |
| "Do What's Good For Me"                                                                        | 1995 | 13                              | 87                              | 29                              | —                               | 50                              | —                               | —                               | 35                              | 41                              | 16                              | —                               |                                                     | Hits Unlimited       |
| "Jump for Joy"                                                                                 | 1996 | 7                               | —                               | 24                              | —                               | 39                              | —                               | —                               | 32                              | —                               | —                               | —                               |                                                     | Hits Unlimited       |
| "Spread Your Love"                                                                             | 1996 | 17                              | —                               | —                               | —                               | —                               | —                               | —                               | 45                              | —                               | —                               | —                               |                                                     | Hits Unlimited       |
| "Wanna Get Up"                                                                                 | 1998 | 10                              | —                               | —                               | 70                              | 88                              | —                               | —                               | 58                              | —                               | 38                              | —                               |                                                     | II                   |
| "Edge Of Heaven"                                                                               | 1998 | 35                              | —                               | —                               | —                               | —                               | —                               | —                               | —                               | —                               | —                               | —                               |                                                     | II                   |
| "Never Surrender"                                                                              | 1998 | —                               | —                               | —                               | —                               | —                               | —                               | —                               | —                               | —                               | —                               | —                               |                                                     | II                   |
| "No Limit 2.3"                                                                                 | 2003 | —                               | —                               | —                               | —                               | 41                              | —                               | —                               | —                               | —                               | —                               | —                               |                                                     | The Complete History |
| "Tribal Dance 2.4"                                                                             | 2004 | —                               | —                               | 58                              | —                               | 78                              | —                               | —                               | —                               | —                               | —                               | —                               |                                                     | The Complete History |
| "—" denota un singolo che non entrò in classifica, o che non fu pubblicato in quel territorio. |      |                                 |                                 |                                 |                                 |                                 |                                 |                                 |                                 |                                 |                                 |                                 |                                                     |                      |

### Album remix
| Anno | Titolo                           |
| ---- | -------------------------------- |
| 1993 | Power Tracks                     |
| 2001 | Greatest Hits Remixes            |
| 2003 | Trance Remixes (Special Edition) |
| 2006 | Greatest Remix Hits              |